# Tro Bro Léon 2023
De 39e editie van de Franse wielerwedstrijd Tro Bro Léon vond plaats op 7 mei 2023. Titelverdediger was Hugo Hofstetter. Nadat de renners de kasseistroken in Bretagne hadden overwonnen bleef er een kleine groep renners over voor de eindsprint. Hier won de Italiaan Giacomo Nizzolo. Als tweede finishte Arnaud De Lie, die de dag ervoor nog won in de Grote Prijs van Plumelec. Achter De Lie kwam Nils Eekhoff over de finish.
De wedstrijd was onderdeel van de UCI Pro Series van 2023 en de Coupe de France.

## Uitslag
| Plaats  | Naam               | Ploeg                       | tijd     |
| ------- | ------------------ | --------------------------- | -------- |
| Winnaar | Giacomo Nizzolo    | Israel-Premier Tech         | 4u50'52" |
| 2       | Arnaud De Lie      | Lotto-Dstny                 | z.t.     |
| 3       | Nils Eekhoff       | Team DSM                    | z.t.     |
| 4       | Eddy Finé          | Cofidis                     | z.t.     |
| 5       | Rasmus Tiller      | Uno-X Pro Cycling Team      | z.t.     |
| 6       | Clément Venturini  | AG2R-Citroën                | z.t.     |
| 7       | Laurent Pichon     | Arkéa Samsic                | z.t.     |
| 8       | Florian Vermeersch | Lotto-Dstny                 | +5"      |
| 9       | Thomas Gachignard  | Saint Michel-Mavic-Auber 93 | z.t.     |
| 10      | Samuel Watson      | Groupama-FDJ                | z.t.     |

1984 · 1985 · 1986 · 1987 · 1988 · 1989 · 1990 · 1991 · 1992 · 1993 · 1994 · 1995 · 1996 · 1997 · 1998 · 1999 · 2000 · 2001 · 2002 · 2003 · 2004 · 2005 · 2006 · 2007 · 2008 · 2009 · 2010 · 2011 · 2012 · 2013 · 2014 · 2015 · 2016 · 2017 · 2018 · 2019 · 2020 · 2021 · 2022 · 2023 · 2024
Ronde van San Juan ·
Ronde van Valencia ·
Clásica de Almería ·
Ronde van Oman ·
Ronde van de Algarve ·
Ruta del Sol ·
Faun Ardèche Classic ·
La Drôme Classic ·
Kuurne-Brussel-Kuurne ·
Trofeo Laigueglia ·
Milaan-Turijn ·
Nokere Koerse ·
GP Denain ·
Bredene Koksijde Classic ·
GP Industria & Artigianato-Larciano ·
Grote Prijs Miguel Indurain ·
Scheldeprijs ·
Brabantse Pijl ·
Ronde van de Alpen ·
Grote Prijs van Plumelec ·
Tro Bro Léon ·
Ronde van Hongarije ·
Vierdaagse van Duinkerke ·
Boucles de la Mayenne ·
Ronde van Noorwegen ·
Brussels Cycling Classic ·
Dwars door het Hageland ·
Ster ZLM Tour ·
Ronde van België ·
Ronde van Slovenië ·
Ronde van het Qinghaimeer ·
Ronde van Wallonië ·
Ronde van Burgos ·
Ronde van Denemarken ·
Arctic Race of Norway ·
Ronde van Duitsland ·
Maryland Cycling Classic ·
Ronde van Groot-Brittannië ·
Grote Prijs van Fourmies ·
Grote Prijs van Wallonië ·
Coppa Sabatini ·
Super 8 Classic ·
Ronde van het Taihu-meer ·
Ronde van Luxemburg ·
Circuit Franco-Belge ·
Ronde van Langkawi ·
Ronde van Emilia ·
Coppa Bernocchi ·
Ronde van de Drie Valleien ·
Ronde van het Münsterland ·
Ronde van Piemonte ·
Ronde van Hainan ·
Parijs-Tours ·
Ronde van Veneto ·
Japan Cup ·
Veneto Classic